# Comandante Cappellini (sous-marin)
Pour les articles homonymes, voir Cappellini.
Le Comandante Cappellini ou Comandante Alfredo Cappellin ou encore Alfredo Cappellini (fanion « CL ») est un sous-marin italien de la classe Marcello construit pendant la Seconde Guerre mondiale pour la Marine royale italienne (en italien : Regia Marina).
Après l' armistice de Cassibile) le 8 septembre 1943, le sous-marin a été capturé par les Japonais et remis à l'Allemagne nazie sous le nom de UIT-24. Après la capitulation de l'Allemagne du 8 mai 1945, les Japonais ont intégré le navire dans leur flotte sous le nom de I-503 (Japonais : 伊号第五百三潜水艦). Après la fin de la guerre, les États-Unis ont sabordé le sous-marin en 1946.
Le nom du sous-marin est en hommage à Alfredo Cappellini (1828-1866), marin italien qui a servi dans la Marine Royale pendant la troisième guerre d'indépendance italienne.

## Conception et description
Les sous-marins de la classe Marcello ont été conçus comme des versions améliorées de la classe Glauco. Ils ont un déplacement de 1043 tonnes en surface et 1290 tonnes en plongée. Les sous-marins mesuraient 73 mètres de long, avaient une largeur de 7,19 mètres et un tirant d'eau de 5,1 mètres.
Pour la navigation de surface, les sous-marins étaient propulsés par deux moteurs diesel de 1800 cv (1342 kW), chacun entraînant un arbre d'hélice. En plongée, chaque hélice était entraînée par un moteur électrique de 550 chevaux-vapeur (410 kW). Ils pouvaient atteindre 17,4 nœuds (32,2 km/h) en surface et 8 nœuds (15 km/h) sous l'eau. En surface, la classe Marcello avait une un rayon d'action de 7500 nautiques (13 900 km) à 9,4 noeuds (17,4 km/h), en plongée elle avait une distance franchissable de 120 nautiques (220 km) à 3 noeuds (5,6 km/h).
Les sous-marins étaient armés de huit tubes lance-torpilles internes de 533 mm, quatre à l'avant et quatre à l'arrière. Une recharge était arrimée pour chaque tube, ce qui leur donnait un total de seize torpilles. Ils étaient également armés de deux canons de pont de 100 mm et de quatre mitrailleuses de 13,2 mm pour le combat en surface.

## Construction et mise en service
Le Comandante Cappellini est construit par le chantier naval Odero-Terni-Orlando (OTO) de Muggiano à La Spezia, en Italie, et mis sur cale le 28 avril 1938. Il a été lancé le 14 mai 1939 et a été achevé et mis en service le 23 septembre 1939. Il est commissionné le même jour .

## Histoire du service
Au début de la Seconde Guerre mondiale, le Cappellini faisait partie du commandement de la flotte de sous-marins du IIe escadron du Ier groupe basé à La Spezia.
Sous le commandement du capitaine de corvette Cristiano Masi, il a été l'un des premiers sous-marins italiens à être envoyé dans l'Atlantique : il a quitté Cagliari le 6 juin 1940, à destination d'une zone située entre Casablanca, les îles Canaries et Madère. Les 12 et 13 juin, alors qu'il était sur le point de passer le détroit de Gibraltar, il a été attaqué par le navire anti-sous-marin HMS Arctic Ranger et il a été réparé dans les eaux marocaines (donc espagnoles): il a cependant été bombardé avec des grenades sous-marines à la fois par le Arctic Ranger et par un destroyer arrivé entre-temps, le HMS Vidette (D48). Il fut alors contraint de s'abriter dans le port de Ceuta, en feignant quelques pannes, afin d'échapper, grâce aussi à la neutralité bienveillante des autorités espagnoles, à la Convention de La Haye, qui permettait aux unités des pays belligérants un arrêt maximum de 24 heures dans les ports des pays neutres; l'équipage, apparemment libre (les officiers et le commandant s'étaient rendus au théâtre) remontait à bord pendant la nuit et le sous-marin pouvait repartir.
De retour à la base de La Spezia, le lieutenant commandant Salvatore Todaro a pris le commandement. Il était destiné à la base atlantique de BETASOM à Bordeaux, en France occupée ; il aurait déjà dû partir en août, mais le départ a été reporté en raison d'avarie de moteur. Le 29 septembre 1940, le Cappellini part enfin pour sa destination.

### Service en Atlantique
Traversant le détroit de Gibraltar et atteignant sa propre zone d'embuscade entre les parallèles de Vigo et de Mogador, le 13 octobre 1940, le Cappellini ordonne l'arrestation du vapeur yougoslave Rapin Topick et l'inspecte pour vérifier qu'il ne transporte pas de matériel de guerre, devant ensuite le laisser partir parce qu'il est en effet en règle. Deux jours plus tard, le sous-marin attaque le vapeur belge Kabalo (5 186 tonneaux), à environ 610  nautiques (1 100 km) au nord-nord-ouest de Madère (le navire avait perdu le contact avec son convoi, le "QB 23"); il s'engage dans un duel d'artillerie avec lui et le frappe à plusieurs reprises, l'immobilisant et le faisant basculer en flammes sur la gauche. Il a lancé trois torpilles, qui sont toutefois passées sous la coque sans exploser, puis a rouvert le feu avec son canon de pont, le coulant à 620 milles nautiques (1150 km) par 268° de Madère. Il a ensuite pris en remorque un canot de sauvetage avec 26 survivants (il est parti à la recherche du deuxième canot, mais il a appris plus tard qu'il avait déjà été retrouvé par un navire marchand, le Panama) et, lorsque le canot de sauvetage a été détruit par la force de la mer, il a pris à bord les occupants et les a transportés aux Açores, où il a débarqué le 19 octobre.
Le 22 décembre 1940, il part pour une seconde mission dans l'Atlantique et le 5 janvier 1941, il attaque avec son canon le vapeur britannique Shakespeare (5029 tonneaux), naviguant entre les îles Canaries et l'Afrique : dans la bataille suivante (le Shakespeare réagit également avec l'armement à bord) le navire est coulé, tandis que le Cappellini, touché par une balle dans la tourelle, subit la perte du sergent Ferruccio Azzolin. Le sous-marin italien a ensuite secouru les 23 survivants du Shakespeare (alors que 19 autres membres de l'équipage du navire à vapeur étaient morts dans le naufrage), les a emmenés à bord et les a débarqués dans l'une des îles du Cap-Vert, l'Isola del Sole.
Le 14 janvier suivant, il attaque le vapeur armé anglais Eumaeus (7472 tonneaux): il lance d'abord deux torpilles qui sont cependant évitées, puis il ouvre le feu avec les deux canons auxquels répondent ceux du navire anglais. Dans le violent combat qui s'ensuivit (et qui dura plus de deux heures), trois hommes du Cappellini (le sergent Francesco Moccia, le commandant Giuseppe Bastino et le lieutenant du corps naval Danilo Stiepovich, qui avait pris sa place, perdirent la vie, pendant le combat, d'un artilleur blessé et qui recevra plus tard la médaille d'or de la valeur militaire à sa mémoire), tandis que le Eumaeus est finalement coulé à 190 milles nautiques par 285° du Cap Sierra Leone (80 des 91 hommes de l'équipage sont morts). 105 obus avaient été nécessaires pour couler le Eumaneus.
À la fin du combat, endommagé par deux bombes larguées par un hydravion britannique (les engins n'ont pas touché le sous-marin mais ont explosé près de la coque, endommageant les moteurs et provoquant des dégâts dans les voies navigables), le sous-marin s'est réfugié à La Ruz à Gran Canaria, où il a débarqué les blessés et où il a été réparé, grâce à la complaisance des autorités espagnoles (qui lui ont accordé trois jours pour les réparations). Dans la nuit du 23 au 24 janvier, il est reparti et le 30, après avoir parcouru 7600 milles nautiques (14 000 km), il est arrivé à Bordeaux, où il est resté deux mois. Le comportement de Todaro a été très apprécié par le commandant du BETASOM, l'amiral Angelo Parona, ainsi que par Karl Dönitz, commandant des U-boote allemands (qui a toutefois également déclaré que Todaro aurait mieux fait de "lui donner le commandement d'une canonnière").
En avril 1941, il pense avoir coulé un navire marchand de type "Accra" dans les eaux écossaises (le sous-marin avait attaqué deux d'entre eux), mais il n'y a pas de confirmation.
Le 29 juin 1941, le Cappellini, parti pour une nouvelle mission, doit rentrer au port à cause d'échecs ; en juillet, Salvatore Todaro quitte le commandement du sous-marin pour s'engager dans la Xe Flottiglia MAS (ou DECIMA MAS (Xa MAS)). Pour le remplacer à la tête du sous-marin fut nommé le lieutenant Aldo Lenzi, sous le commandement duquel le Cappellini endommagea très gravement, lors de sa sixième mission le 2 décembre 1941), le navire marchand Miguel de Larringa, le frappant avec deux des cinq torpilles lancées. C'est la version italienne ; des sources britanniques affirment au contraire que le navire n'a pas été touché et qu'il a atteint Freetown sans problème, le 14 décembre.
Plus tard, le lieutenant Marco Revedin prend le commandement du bateau, sous le commandement duquel le Cappellini accomplit une première mission sans résultat dans les premiers mois de 1942. Lors de la deuxième mission de l'année (au large du Brésil), le sous-marin a torpillé et coulé, le 19 mai 1942, le navire à moteur suédois Tisnaren (5747 tonneaux, s'est écarté du convoi OS 27), sauvant ainsi les quarante hommes de l'équipage, et le 31 mai suivant, il a poursuivi et coulé le pétrolier militaire anglais Dinsdale (en route vers Le Cap-Trinité, chargé d'essence), devant employer six torpilles pour le couler.

### La tragédie duLaconie
Le Cappellini participa en septembre suivant au sauvetage des survivants du RMS Laconia (1921), un paquebot britannique converti pour le transport de troupes et de prisonniers, qui avait été coulé le 12 septembre 1942 près de l'île de l'Ascension, par le sous-marin allemand U-156 sous le commandement du Kapitänleutnant (lieutenant commandant) Werner Hartenstein (voir aussi Affaire du Laconia). Lors de cet incident, environ 1400 prisonniers de guerre italiens de la première bataille d'El Alamein ont tragiquement perdu la vie à bord du navire, à la fois parce qu'ils ont été tués par les explosions de torpilles et parce que les soldats d'escorte anglais et polonais ont refusé d'ouvrir les cales et de les laisser sortir, à la fois parce que ceux qui ont réussi à quitter le navire ont été rejetés par les canots de sauvetage (dans certains cas, ils sont venus se couper les mains avec des haches et des hachettes) et ont dû sauter dans la mer infestée de requins. De plus, un bombardier américain a attaqué le U-156 (qui avait lancé l'opération de sauvetage), l'obligeant à plonger et à s'éloigner. Deux U-boote, les U-506 et U-507, trois unités françaises et le Cappellini ont été envoyés pour secourir les survivants.
Le sous-marin, qui était en mer depuis le 21 août, a été dérouté vers le site de la catastrophe le 13 septembre au matin et est arrivé le 16 au matin. Il a d'abord rencontré deux canots de sauvetage avec 50 et 84 occupants, tous britanniques, et a réapprovisionné le second en provisions et en eau. Il atteint ensuite des canots de sauvetage en mauvais état (deux à moitié coulés) qu'il remplit de provisions et récupère tous les survivants qu'il trouve dans la mer, soit 19 entre anglais et polonais (qui sont alors transférés sur les canots de sauvetage qu'il rencontre, sauf deux officiers détenus comme prisonniers) et 49 italiens (deux mourant le lendemain) ; puis il part à la recherche de navires français et en rencontre un, le Dumont d'Urville, sur lequel 41 des 47 italiens sont transbordés. Le Cappellini a ensuite atteint sa zone d'embuscade. Lorsque Salvatore Todaro a entendu parler de cet événement, cela a profondément troublé son âme, car il avait risqué son propre équipage pour sauver les navires naufragés.

### La fin de l'activité offensive et des missions de transport vers l'Extrême-Orient
Entre les derniers jours de décembre 1942 et la première moitié d'avril 1943, il accomplit sa dernière mission offensive, au large du Brésil. Il n'a pas réussi et a plutôt été endommagé par une attaque aérienne, faisant des morts et des blessés.
À la demande de l'Allemagne, il a été décidé de le convertir en sous-marin de transport pour des missions en Extrême-Orient ; on lui a attribué l'indicatif d'appel Aquila III. Les travaux durent d'avril à mai et impliquent l'élimination des canons, des tubes de torpilles, de certains composants des batteries, ainsi que diverses autres modifications.
Le 11 mai 1943, le Cappellini fut le premier sous-marin à partir pour l'Extrême-Orient, sous le commandement du capitaine de corvette Walter Auconi, transportant 95 tonnes d'acier spécial, d'aluminium, de munitions et de pièces détachées. En raison du mauvais temps et de la consommation imprévue de carburant, le voyage est assez difficile et il faut transiter près des côtes africaines (ce qui augmente le risque d'être attaqué) afin de limiter la consommation de gazole; pendant, le sous-marin, après 57 jours de navigation, arrive à Sabang (Indonésie) et de là, il se rend à Singapour, d'où il devra repartir, pour le voyage de retour, avec 110 tonnes de caoutchouc.

### Au service de la Kriegsmarine et de la marine impériale japonaise

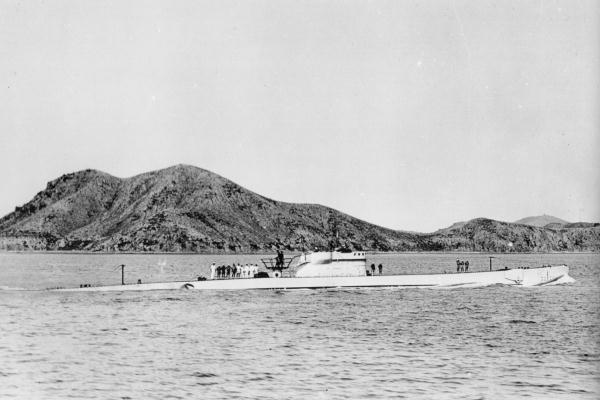
Le UIT-24 (ex Cappellini) à Seto-Naikai (Japon) en 1944

Le sous-marin a eu juste le temps de débarquer sa cargaison dans le port de Singapour, et il n'avait pas encore arrimé toute la quantité de caoutchouc, d'étain et de métaux rares destinée à l'industrie de guerre italo-allemande que, à la nouvelle de l'armistice du 8 septembre, son équipage a été fait prisonniers par les japonais. Après quelques semaines de dure ségrégation, désobéissant aux instructions des officiers, presque tout l'équipage a décidé de continuer à se battre aux côtés des anciens alliés allemands et japonais, rejoignant de fait la République sociale italienne.
Incorporé à la Kriegsmarine avec un équipage italo-allemand, le Cappellini a été rebaptisé UIT-24, le 10 septembre 1943.
Avec la reddition de l'Allemagne le 8 mai 1945, il  a été capturé par les japonais, incorporé dans la marine impériale japonaise et rebaptisée I-503.
Avec un équipage mixte italo-japonais, il a continué à se battre dans le Pacifique et avec ses mitrailleuses Breda de 13,2 mm, il a réussi à abattre un bombardier bimoteur américain à Kobe le 22 août 1945.
Après la reddition du Japon, les quelques marins italiens survivants ont été emprisonnés par les Américains, tandis que le Cappellini a été pris pour être coulé dans les eaux au large de Kōbe le 16 avril 1946 (selon d'autres sources le 2 septembre 1945). Le Cappellini et un autre sous-marin italien, le Luigi Torelli, sont les seules unités militaires à avoir servi sous les trois drapeaux de l'Axe.
Après la guerre, le nom de Alfredo Cappellini a été donné à l'ancien sous-marin USS Capitaine (SS-336), un exemplaire de la classe Balao cédée par les États-Unis à la Marina Militare (marine militaire italienne).

## Palmarès
| Mission | Date            | Bateau      | Nation      | Tonnage en tonneaux | Notes                                                             |
| ------- | --------------- | ----------- | ----------- | ------------------- | ----------------------------------------------------------------- |
| 1re     | 15 octobre 1940 | Kabalo      | Belgique    | 5 051               | Fait partie du convoi OB 223; 1 victime sur 43 membres d'équipage |
| 2e      | 5 janvier 1941  | Shakespeare | Royaume-Uni | 5 029               | Fait partie du convoi OB 262; 20 victimes sur 42                  |
| 2e      | 14 janvier 1941 | Eumaeus     | Royaume-Uni | 7 472               | Transport de troupes; 23 victimes sur 86                          |
| 6e      | 19 mai 1942     | Tisnaren    | Suède       | 5 747               | Fait partie du convoi OS 27; pas de victimes                      |
| 6e      | 1er juin 1942   | Dinsdale    | Royaume-Uni | 8 250               | Pétrolier                                                         |
| Total:  | Total:          | Total:      | Total:      | 31 549 tonneaux     |                                                                   |

### Filmographie
- 1955 : Tonnerre sous l'Atlantique (titre italien : La grande speranza) de Duilio Coletti
- 2011 : Le Naufrage du Laconia (The Sinking of the Laconia) d'Uwe Janson
- 2023 : Comandante d'Edoardo De Angelis